# Michael Weathers
Michael Weathers (Roeland Park, Kansas; 5 de agosto de 1997) es un baloncestista estadounidense que pertenece a la plantilla del MLP Academics Heidelberg de la Basketball Bundesliga, la primera división alemana. Con 1,91 metros de estatura, juega en la posición de base.

## Trayectoria deportiva

### Universidad
Jugó una temporada con los RedHawks de la Universidad Miami, en la que promedió 16,7 puntos, 4,2 rebotes y 4,8 asistencias por partido. Fue elegido freshman del año de la Mid-American Conference. El 28 de marzo de 2017 anunció que deseaba ser transferido a otra universidad.
El 16 de abril de 2017 anunció que se había comprometido a jugar para los Oklahoma State Cowboys. Tras el año en blanco que imponía la NCAA en los traspasos de jugadores, jugó 16 partidos en los que promedió 9,2 puntos y 2,8 rebotes. Fue suspendido indefinidamente por el equipo el 20 de septiembre de 2018, luego de que fuera acusado de hurto mayor. Había sido arrestado el 9 de septiembre de 2018, cuando robó la cartera de una mujer y compró bebidas en un bar con su tarjeta de débito. El 6 de noviembre de 2018, Weathers se declaró culpable del delito menor de ocultar a sabiendas propiedad robada, mientras que el cargo de delito grave de hurto mayor fue desestimado. Regresó al equipo el 9 de noviembre de 2018.
El 20 de agosto de 2019 anunció que se transferiría para jugar con los Texas Southern Tigers. Tras otro año en blanco, jugó una temporada en la que promedió 16,5 puntos, 5,2 rebotes y 3,5 asistencias por partido. Fue elegido Debutante del Año de la Southwestern Athletic Conference e incluido en el mejor quinteto de la conferencia.
Fue transferido para jugar con los SMU Mustangs durante su última temporada de elegibilidad universitaria. La medida lo reunió con su hermano Marcus, quien fue transferido desde Duquesne. Acabó promediando 11,0 puntos y 5,9 rebotes por partido.

#### Estadísticas en la NCAA
| Año     | Equipo         | PJ  | PT | MPP  | %TC  | %3P  | %TL  | RPP | APP | ROB | TPP | PPP  |
| ------- | -------------- | --- | -- | ---- | ---- | ---- | ---- | --- | --- | --- | --- | ---- |
| 2016–17 | Miami (OH)     | 32  | 28 | 28.3 | .431 | .221 | .777 | 4.2 | 4.8 | 1.9 | 1.4 | 16.7 |
| 2018–19 | Oklahoma State | 16  | 0  | 20.5 | .442 | .222 | .627 | 2.8 | 2.1 | 1.1 | .4  | 9.2  |
| 2020–21 | Texas Southern | 24  | 24 | 31.2 | .478 | .306 | .795 | 5.2 | 3.5 | 2.1 | 1.0 | 16.5 |
| 2021–22 | SMU            | 31  | 19 | 26.8 | .470 | .400 | .798 | 5.9 | 2.2 | 1.6 | 1.5 | 11.0 |
| Total   | Total          | 103 | 71 | 27.3 | .454 | .284 | .769 | 4.7 | 3.3 | 1.7 | 1.2 | 13.8 |

### Profesional
Tras no ser elegido en el Draft de la NBA de 2022, fue seleccionado por Oklahoma City Blue como la octava selección general en el draft de la NBA G League de 2022. Pero no fue hasta el 2 de febrero de 2023 cuando firmó su primer contrato profesional, con el KK Sutjeska de la Prva A Liga de Montenegro. Allí acabó la temporada promediando 15,2 puntos y 4,1 rebotes por partido.
El 12 de julio de 2023 firmó con los Klosterneuburg Dukes de la liga de Austria.
El 4 de julio de 2024 firmó con el MLP Academics Heidelberg de la Basketball Bundesliga alemana.